# Anomius antii
Anomius antii är en skalbaggsart som beskrevs av Gridelli 1930. Anomius antii ingår i släktet Anomius och familjen Aphodiidae. Inga underarter finns listade i Catalogue of Life.